# Висяча скеля
Висяча скеля (англ. Hanging Rock, неофіційна назва — Гора Діоген) — гора Великого Вододільного хребта у центрі австралійського штату Вікторія.

## Назва
У 1836 році майор Томас Мітчелл першим з європейців відвідав гору, під час своєї експедиції через штат Вікторію, та назвав її Гора Діоген.

## Географія
Розташована приблизно за 70 км на північний захід від Мельбурна, за кілька км на північ від гори Македон, у заповіднику «Нависла скеля» (англ. Hanging Rock Reserve).
Гора утворена 6,25 мільйона років тому під дією природних внутрішньопластових вулканізмів. Висота гори становить 718 м н.р.м. і 105 м над рівнем навколишнього рельєфу.
За своєю будовою, це гора-мамелона.

## Заповідник
До 1866 року гора була приватною власністю. Уряд Австралії викупив цю територію та створив заповідника «Висяча скеля». Згодом у заповіднику був побудований готель та іподром. У 1880 році відбулися перші кінні перегони на іподромі, а у 1885 році був заснований кінний клуб. Донині в заповіднику відбуваються перегони на Новий рік та День Австралії. Нині заповідник є популярним місцем для відпочинку. Тут проходять концерти відомих музичних гуртів.

## Світлини

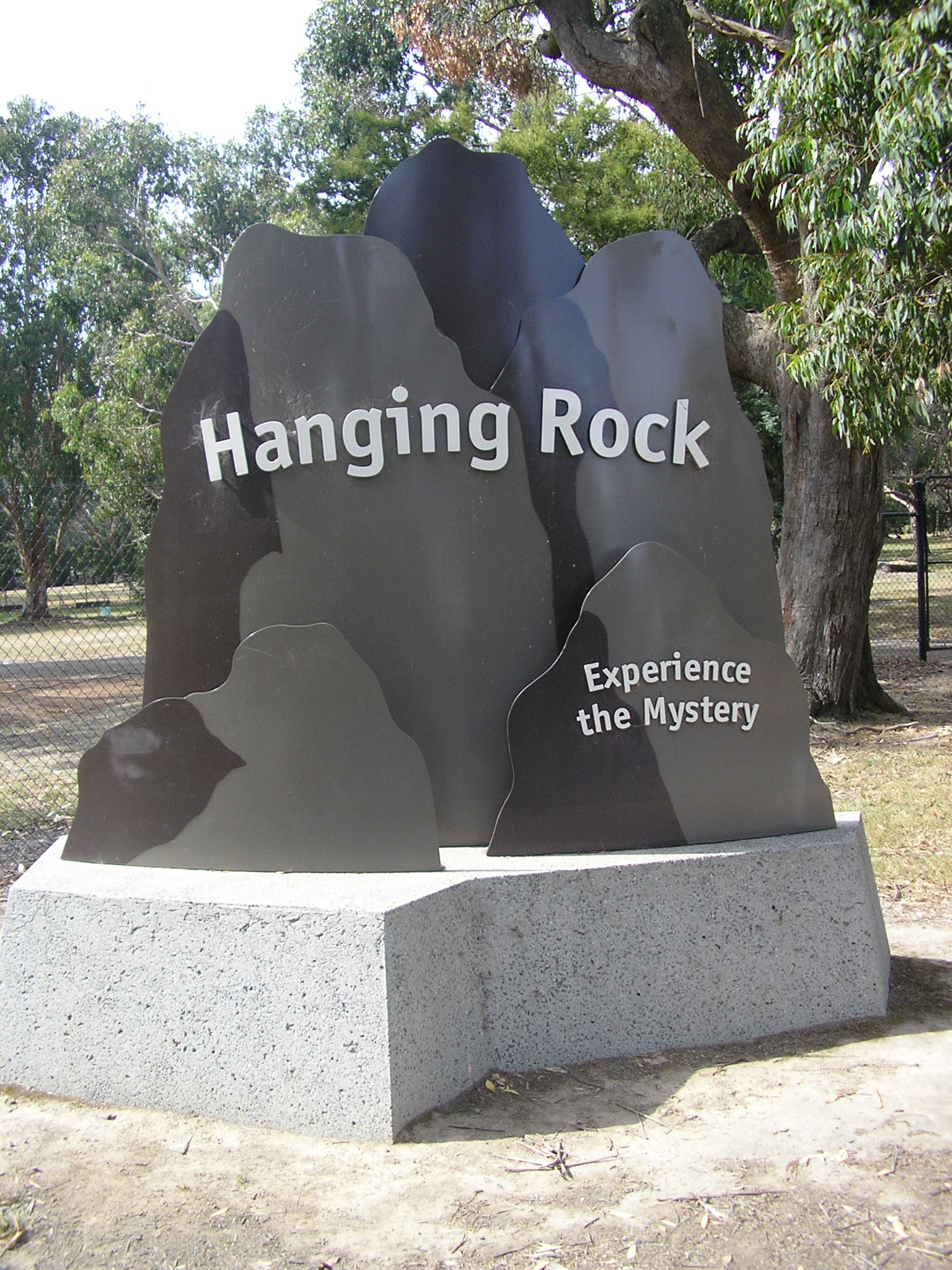
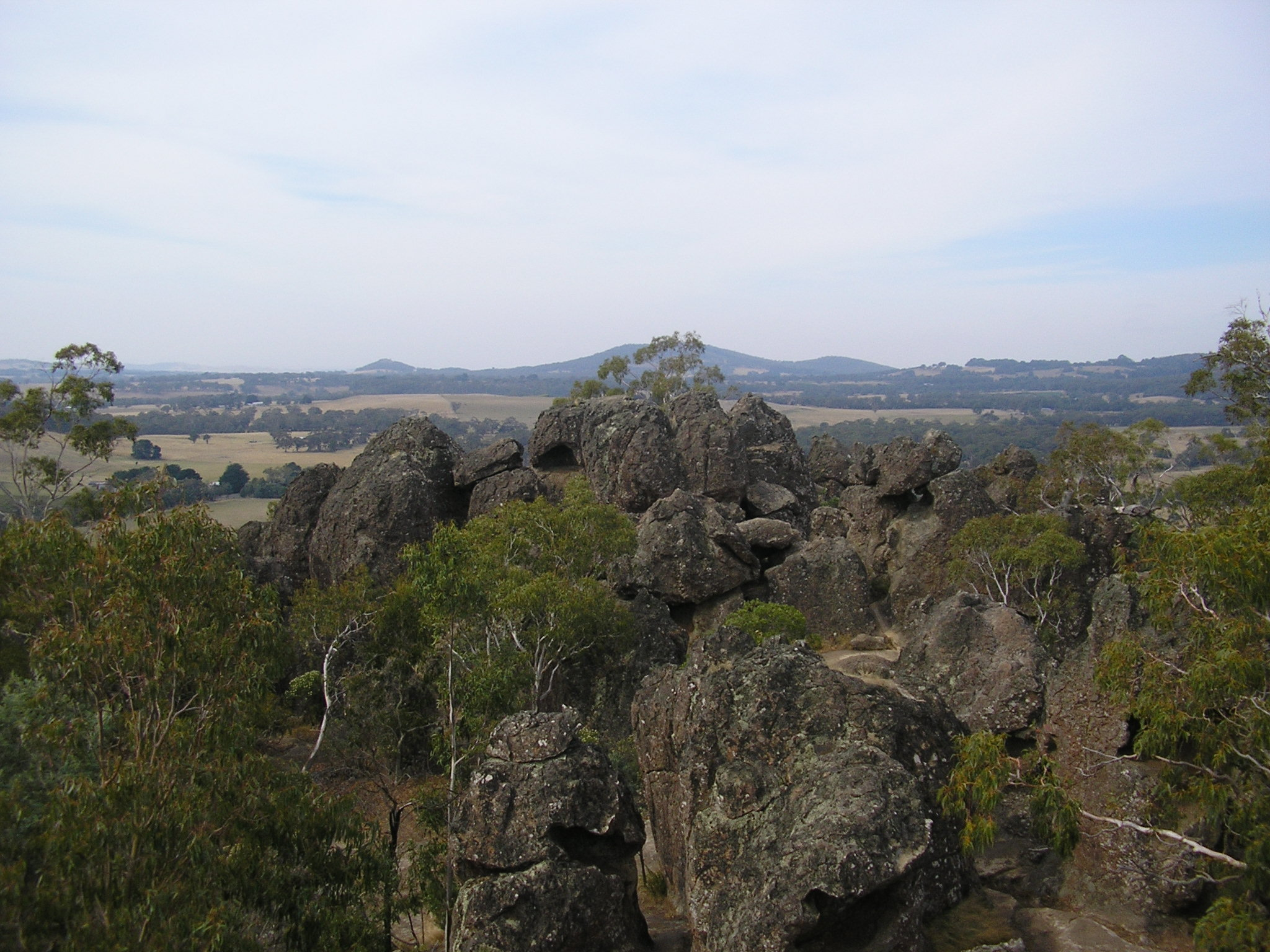
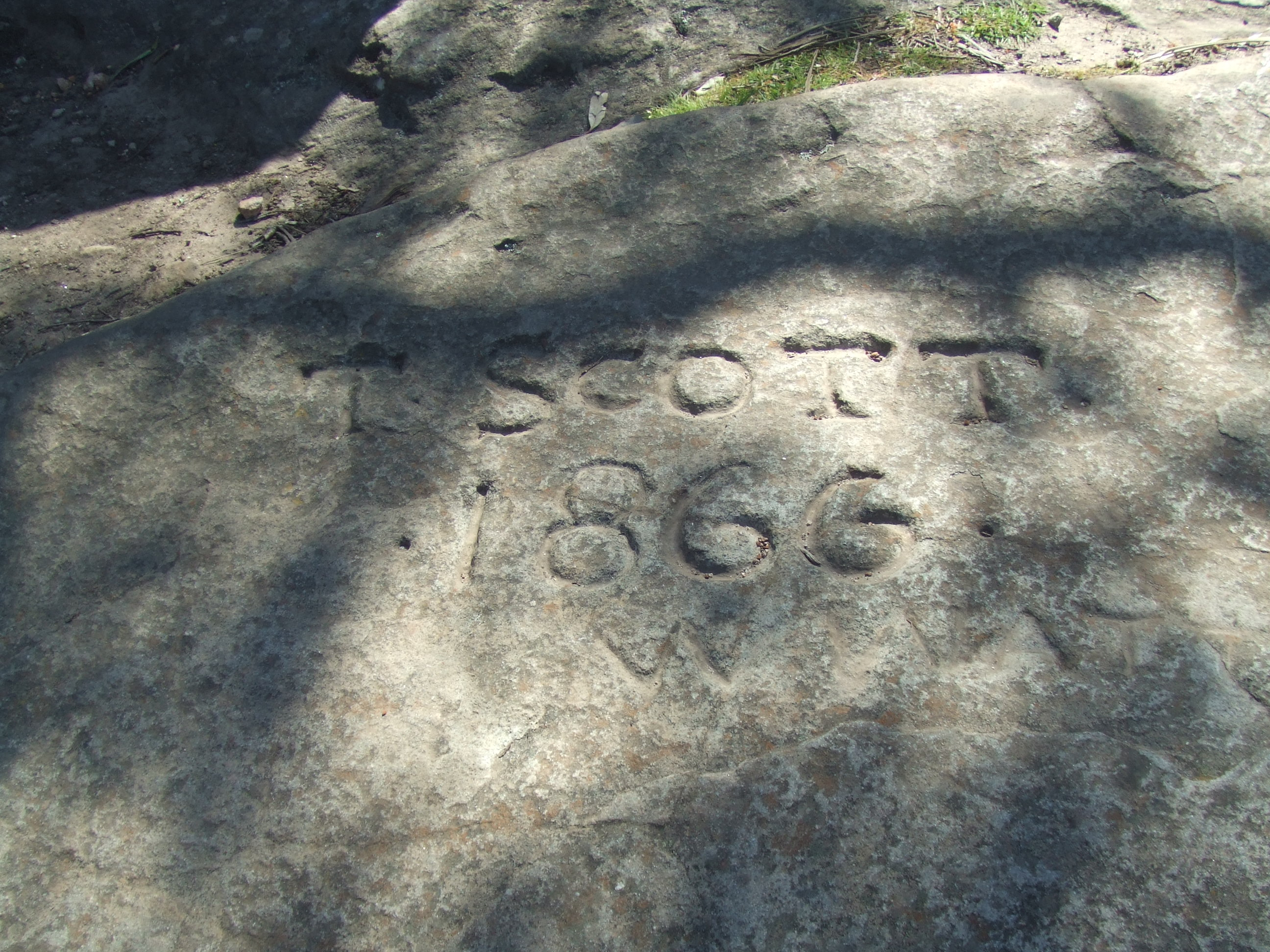
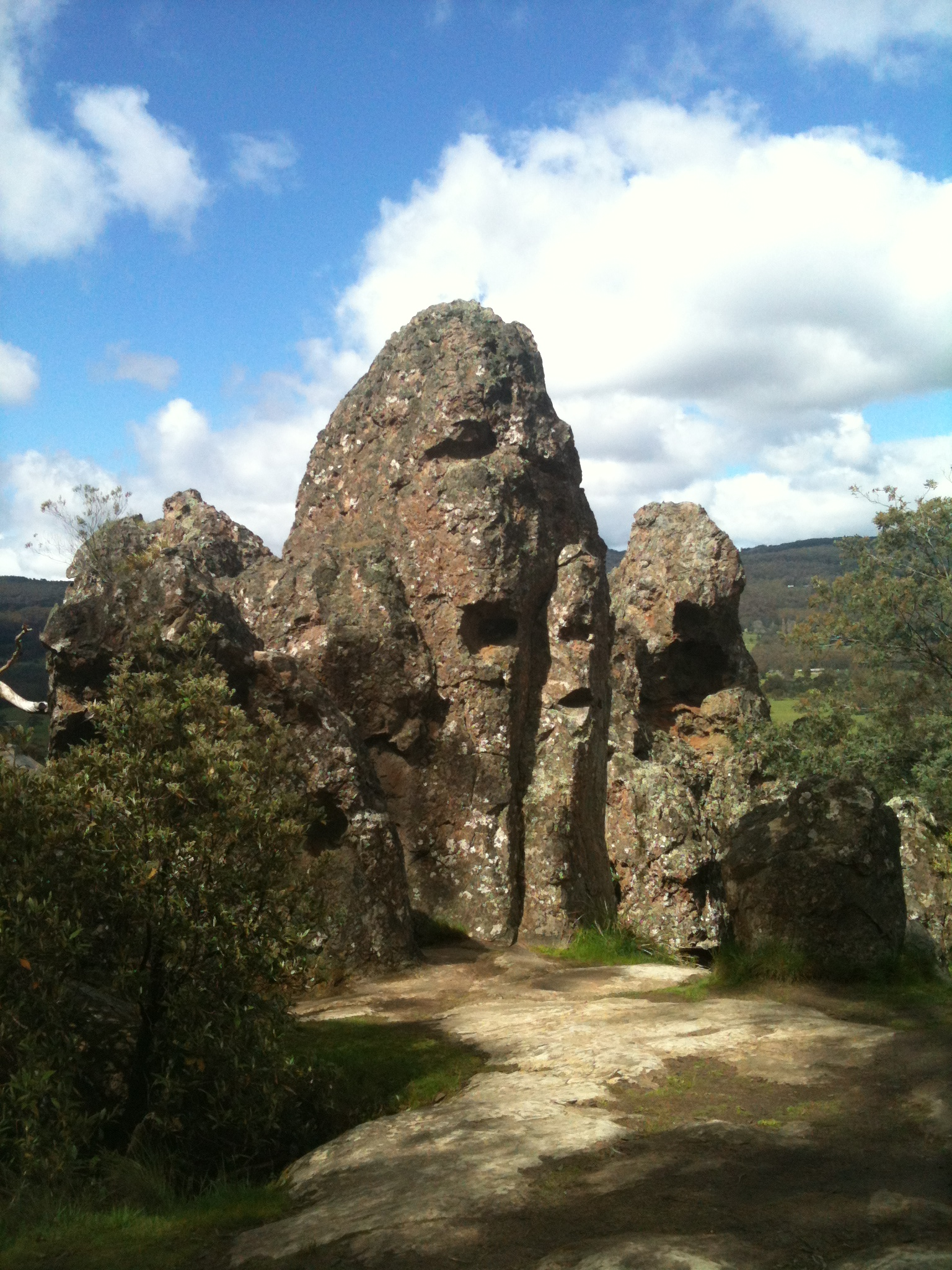

## У масовій культурі
Висяча скеля набула широкої популярності у світі й популярність серед австралійських туристів після виходу в 1975 році містичного детективу Пітера Віра «Пікнік біля Навислої скелі».

## Ресурси Інтернету
- Official website
- Hanging Rock Action Group [Архівовано 20 грудня 2014 у Wayback Machine.]
- Macedon Ranges — Hanging Rock

| Гора | Це незавершена стаття про гірську вершину. Ви можете допомогти проєкту, виправивши або дописавши її. |